# Tribus Confederades de Warm Springs

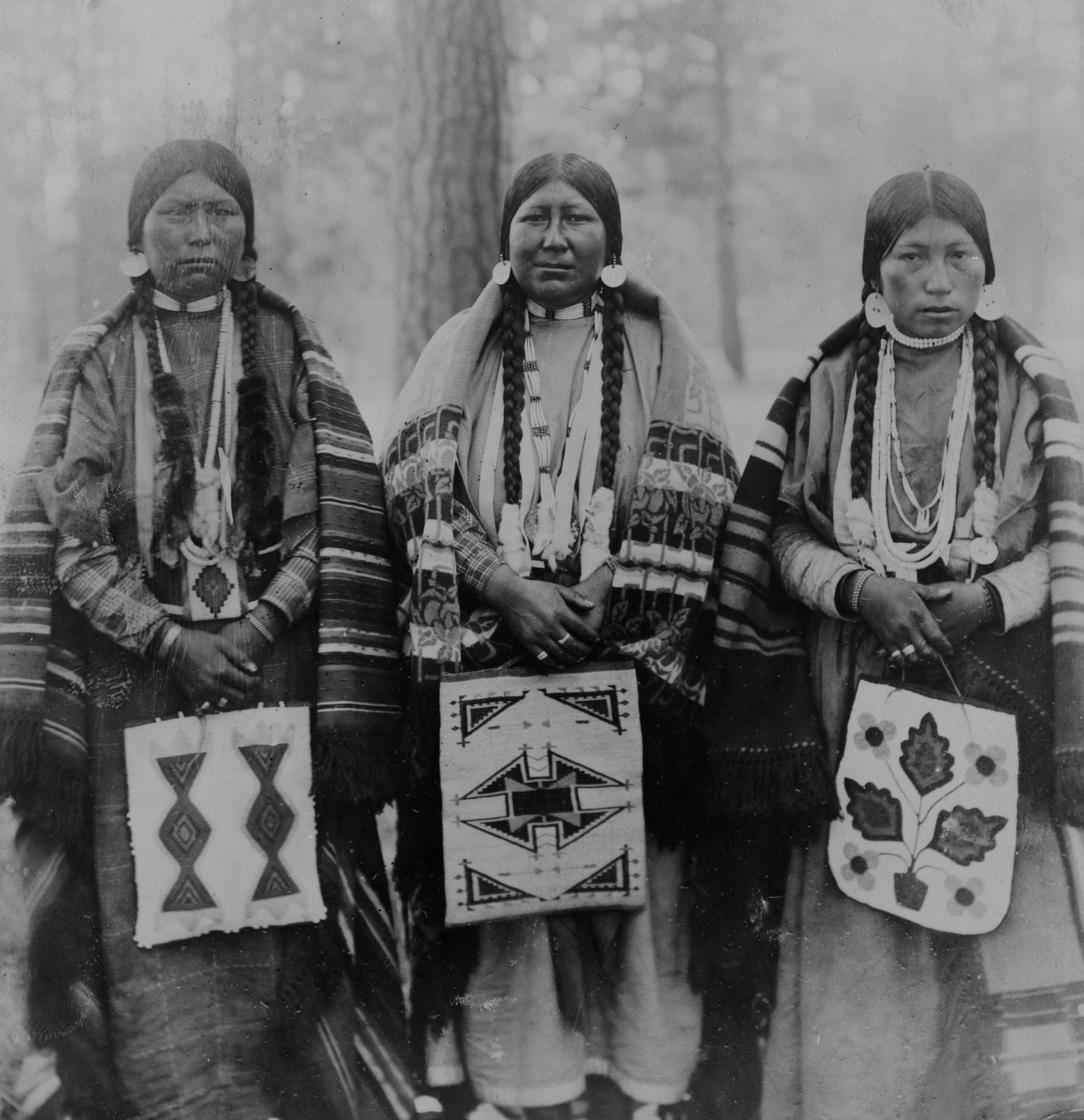
Tres dones fotografiades a la reserva de Warm Springs en 1902

Tribus confederades de Warm Springs és una confederació de tribus d'amerindis dels Estats Units amb reconeixement del govern federal dels Estats Units que habita a la reserva índia de Warm Springs a l'estat d'Oregon. Segons el cens dels Estats Units de 2000 hi havia registrats com a membres de la tribu 3.831 individus.

## Tribus components
La confederació es compon de tres tribus del Pacífic Nord-oest:
- La tribu dels teninos que parlen una llengua shahaptiana i es divideix en quatre sub-tribus: Deschutes superior i inferior (Tygh i Wyam), el tenino de The Dalles i els Dock-Spus (John Day);
- Dues bandes dels wasco (The Dalles, també coneguts com a Ki-gal-Twal-la, i Dog River) que parlaven un dialecte del chinook
- Els paiute del nord, que parlen un dialecte de les llengües Uto-asteca família lingüística relacionada amb el xoixoni, i que tenen un estil de vida molt diferent de les bandes Wasco i Warm Springs.

## Història
Les tribus confederades van adoptar una constitució en 1938, després que la construcció de l'embassament de Bonneville inundés el principal lloc de pesca a Cascades Rapids. Després de la recepció d'un acord de 4 milions de dòlars en compensació per les inundacions de 1957 a Celilo Falls per la construcció de l'embassament de Dalles, les tribus utilitzaren part de la suma per construir el complex Kah-Nee-Ta, obert el 1964
En 2001 membres de les Tribus Confederades persuadiren l'Assemblea Legislativa d'Oregon d'aprovar una llei ordenant que la paraula squaw fos canviada en nombrosos topònims.